# عاص بن وائل
عاص بن وائل بن هاشم سهمی قُرَشی،از بزرگان و فرمانده هان نظامی قریش و پدر عمروعاص بود که قرآن وی را ابتر نامید. که این پیش بینی اتفاق افتاد و نسل او بعد از پسرانش قطع شد.
او در جنگ فجار ریاست بنی‌سهم را بر عهده داشت. عاص در سوره کوثر نکوهش شده‌است؛ زیرا او پیامبر اسلام را با عنوان «ابتر» یاد کرد.
مرگ او در حدود سال ۶۲۰ (میلادی) (برابر با ۳ قمری) در ابواء جایی میان مکّه و مدینه روی داد.